# Кубок Росії з футболу 1994—1995
Кубок Росії з футболу 1994–1995 — 3-й розіграш кубкового футбольного турніру в Росії. Титул вперше здобув Динамо (Москва).

## Календар
| Раунд           | Дата              | Матчі | Клуби     |
| --------------- | ----------------- | ----- | --------- |
| Перший раунд    | 8-9 травня 1994   | 61    | 168 → 106 |
| Другий раунд    | 29 травня 1994    | 38    | 106 → 68  |
| Третій раунд    | 25-27 червня 1994 | 20    | 68 → 48   |
| Четвертий раунд | 26-27 серпня 1994 | 16    | 48 → 32   |
| 1/16 фіналу     | 5-8 жовтня 1994   | 16    | 32 → 16   |
| 1/8 фіналу      | 9 листопада 1994  | 8     | 16 → 8    |
| 1/4 фіналу      | 19 квітня 1995    | 4     | 8 → 4     |
| 1/2 фіналу      | 17 травня 1995    | 2     | 4 → 2     |
| Фінал           | 14 червня 1995    | 1     | 2 → 1     |

## 1/16 фіналу
| Команда 1                     | Рахунок      | Команда 2                     |
| ----------------------------- | ------------ | ----------------------------- |
| 5 жовтня 1994                 |              |                               |
| Шинник (2)                    | 0:3          | Енергія-Текстильник (Камишин) |
| Торпедо (Армазас) (3)         | 2:0          | Лада (Тольятті)               |
| Анжі (3)                      | 1:2          | Спартак (Владикавказ)         |
| Зірка (Іркутськ) (2)          | 1:0 дч       | Динамо-Газовик (Тюмень)       |
| Торпедо (Волзький) (3)        | 1:2          | Ротор (Волгоград)             |
| Кавказкабель (3)              | 2:2 пен. 3:4 | Динамо (Ставрополь)           |
| Сатурн (Раменське) (4)        | 0:1          | Торпедо (Москва)              |
| Зеніт (2)                     | 0:2          | ЦСКА                          |
| Тріон-Волга (Твер) (3)        | 0:3          | Динамо (Москва)               |
| Уралець (Нижній Тагіл) (3)    | 0:6          | КАМАЗ                         |
| Спартак (Щолково) (4)         | 1:2          | Локомотив (Москва)            |
| Газовик-Газпром (Іжевськ) (3) | 3:2          | Локомотив (Нижній Новгород)   |
| Арсенал (Тула) (3)            | 0:1          | Спартак (Москва)              |
| Сокіл (Саратов) (2)           | 4:0          | Крила Рад                     |
| Ростсільмаш (2)               | 2:4          | Жемчужина-Кубань (Сочі)       |
| 8 жовтня 1994                 |              |                               |
| Чкаловець (Новосибірськ) (3)  | 0:3          | Уралмаш                       |

## 1/8 фіналу
| Команда 1               | Рахунок      | Команда 2                     |
| ----------------------- | ------------ | ----------------------------- |
| 9 листопада 1994        |              |                               |
| Торпедо (Армазас (3)    | 3:0          | Енергія-Текстильник (Камишин) |
| Спартак (Владикавказ)   | 3:0          | Зірка (Іркутськ) (2)          |
| Ротор (Волгоград)       | 2:1 дч       | Динамо (Ставрополь)           |
| Торпедо (Москва)        | 1:1 пен. 4:2 | ЦСКА                          |
| Динамо (Москва)         | 2:1          | КАМАЗ                         |
| Локомотив (Москва)      | 2:1          | Газовик-Газпром (Іжевськ) (3) |
| Спартак (Москва)        | 4:3          | Сокіл (Саратов) (2)           |
| Жемчужина-Кубань (Сочі) | 0:1          | Уралмаш                       |

## 1/4 фіналу
| Команда 1            | Рахунок      | Команда 2                    |
| -------------------- | ------------ | ---------------------------- |
| 19 квітня 1995       |              |                              |
| Уралмаш              | 0:5          | Спартак (Москва)             |
| Локомотив (Москва)   | 2:2 пен. 4:5 | Динамо (Москва)              |
| Торпедо (Армазас (2) | 0:3          | Спартак-Аланія (Владикавказ) |
| Ротор (Волгоград)    | 0:0 пен. 4:3 | Торпедо (Москва)             |

## 1/2 фіналу
| Команда 1                    | Рахунок      | Команда 2         |
| ---------------------------- | ------------ | ----------------- |
| 17 травня 1995               |              |                   |
| Динамо (Москва)              | 1:0          | Спартак (Москва)  |
| Спартак-Аланія (Владикавказ) | 2:2 пен. 2:4 | Ротор (Волгоград) |

## Фінал
| 14 червня 1995 |

| Динамо (Москва) | 0:0      | Ротор (Волгоград) |
| --------------- | -------- | ----------------- |
|                 | Протокол |                   |

| Лужники, Москва Глядачів: 15 000 Арбітр: Ігор Сінер |

|                                                                                    |     | Пенальті                                                                              |  |
| Некрасов · Ішкінін · Саматов · Куценко · Яхимович · Богомолов · Сафронов · Шульгін | 8:7 | Веретенников · Бондар · Бурлаченко · Меньщиков · Тройнін · Нечай · Жуненко · Корнієць |  |